# Переходичі
Перехо́дичі — село в Україні,  у Старосільській сільській громаді Сарненського району Рівненської області. Населення становить 510 осіб.

## Історія
Переходичі — гов. переход (перехода) «людина, яка часто переселяється з одного місця в інше», «чоловік, який здійснює переправу через трудно доступні місця». «Село спочатку називали Переходи за іменем урочища, до якого треба було „переходити“ через болото й численні заливні під час поводі простори. Людей, які жили в Переходах, прозвали сусіди переходичами, а село — Переходичі»..
До Переходич прийшла цивілізація: з усіма її атрибутами, позитивами, зручністю, та село продовжує розвиватися і надалі.
17 травня 2018 року увійшло до складу Старосільської сільської громади

## Населення
За переписом населення 2001 року в селі мешкало 457 осіб. 100 % населення вказали своєї рідною мовою українську мову.

## Освіта та культура
В 1959 році була відкрита Переходицька сільська бібліотека. Це була хата — читальня. Першим бібліотекарем працював житель села Домантович Павло Романович.
Фонд бібліотеки в 1964 році становив 1153 примірника книг. З часом фонд поповнювався.
Бібліотека переноситься з приміщення в приміщення. Пізніше для бібліотеки було виділено окрему кімнату в приміщенні сільського клубу, а вже потім під бібліотеку було виділено окреме приміщення.
Постійно міняються і працівники бібліотеки: Домантович Микола Дем'янович, Василевич Євдокія Іванівна, Лісовець Раїса Іванівна.
Бібліотечний фонд постійно поповнюється як книгами, так і періодичними виданнями.
В бібліотеці започатковано проведення Тижня дитячого читання. Проводилось дуже багато цікавих заходів — це і дитячі ранки, конкурси, вікторини, тематичні вечори та інше.
В 1997 році сільська бібліотека була закрита, фонд бібліотеки був переданий в шкільну бібліотеку.
Шкільна бібліотека знаходилась в приміщенні восьмирічної школи, яка відкрилась в 1969 році. Початковий фонд нараховував 200 примірників книг. Тривалий час в бібліотеці працювала Василевич Євдокія Іванівна. Пізніше Домантович Сергій Михайлович, Василевич Іван Іванович.
В 1997 році після закриття сільської бібліотеки Лісовець Раїса Іванівна очолює шкільну бібліотеку.
З роками фонд поповнюється за рахунок бюджетних коштів, але в основному підручниками. Бібліотека одержує понад 20 назв періодичних видань.
З 2002 року шкільна бібліотека підпорядковується районному відділу культури і перейменована в публічно — шкільну бібліотеку.
З 2001 по 2007 рік бібліотекарем працює — Лісовець Оксана Миколаївна.
З 2007 року бібліотекар публічно-шкільної бібліотеки Лісовець Раїса Іванівна.

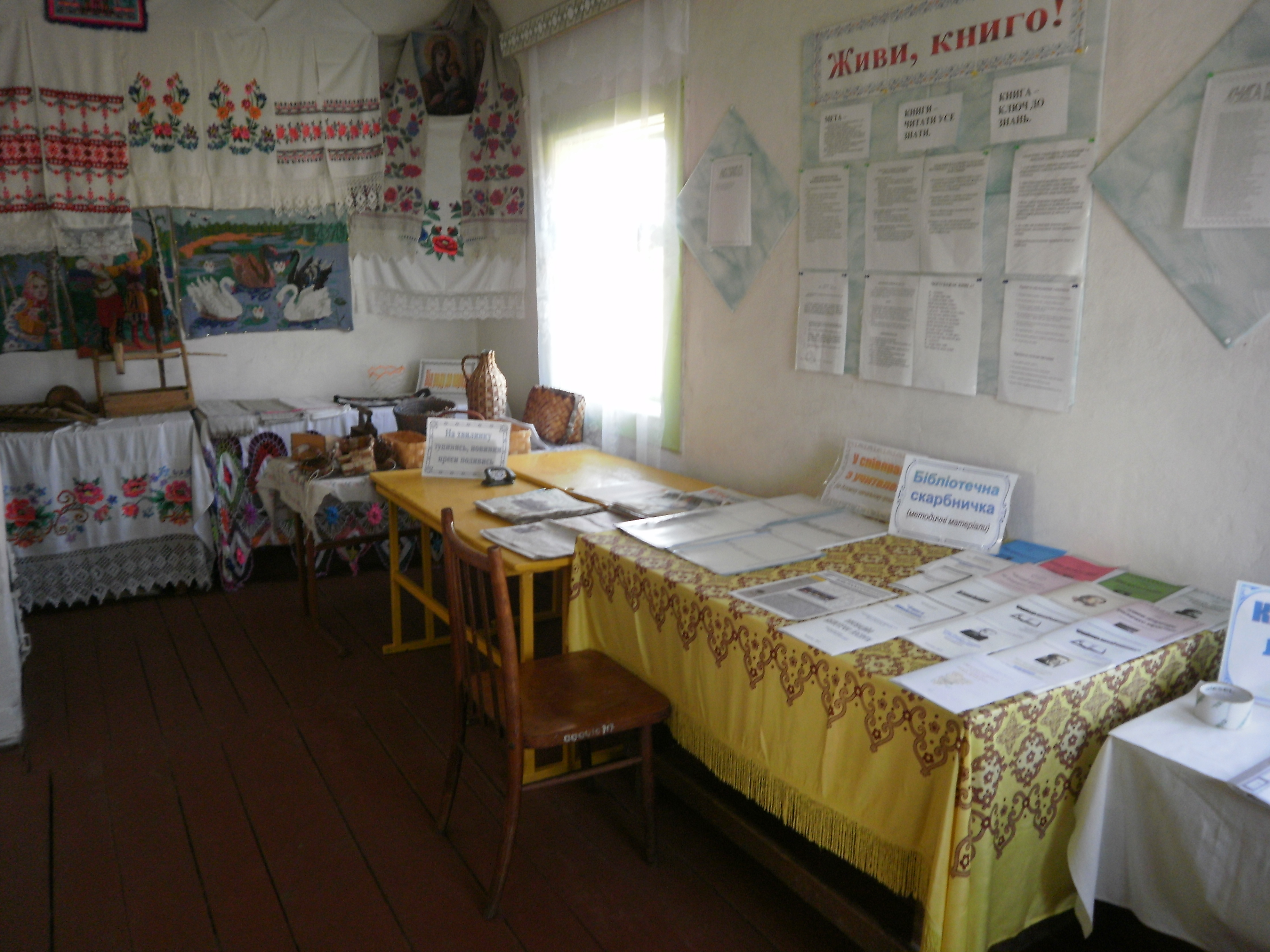
Зала бібліотеки
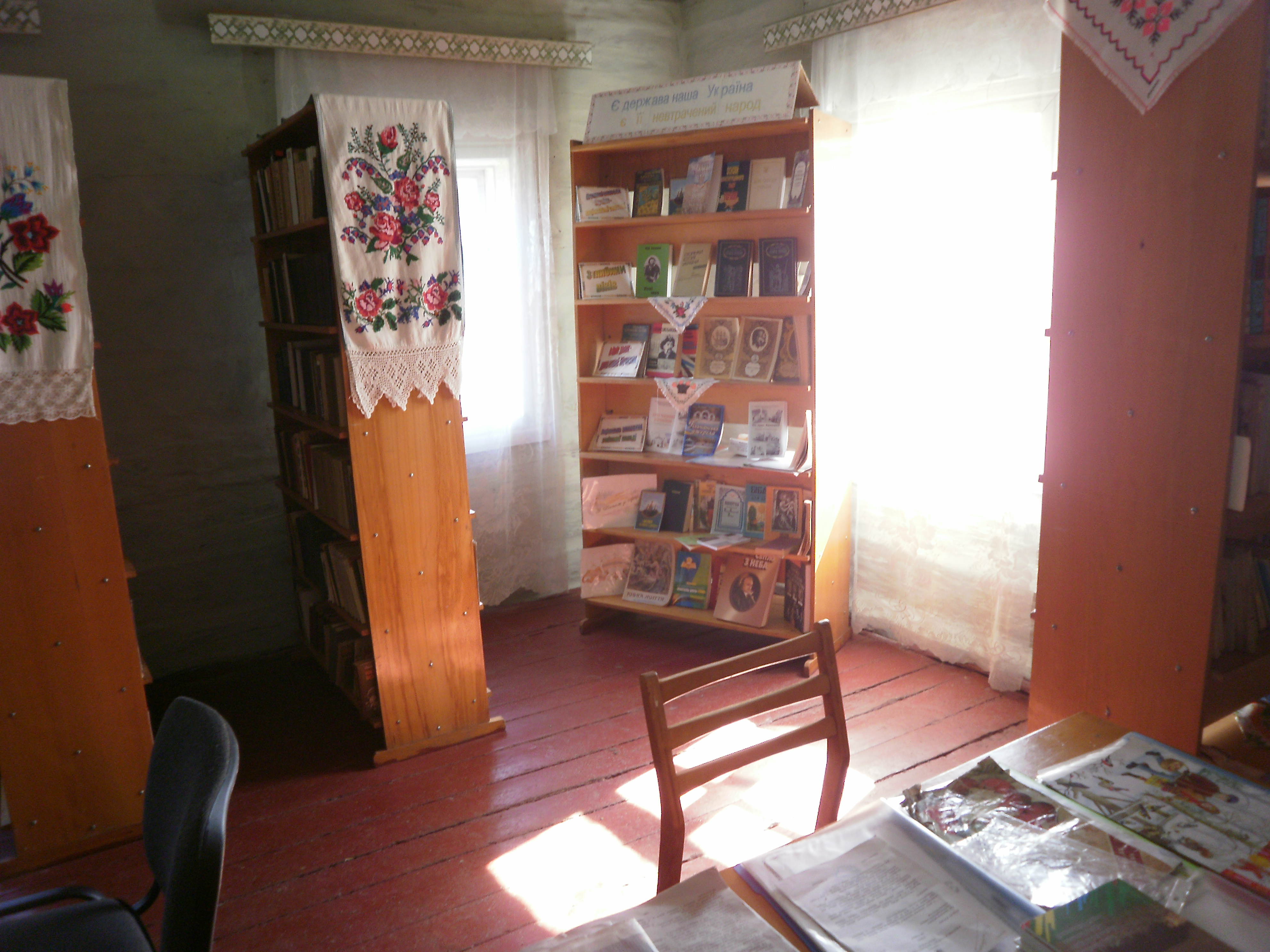
Кімната обслуговування

Сільський клуб був збудований у 1961 році. Першим зав. клубом був Гребіневич Степан Пилипович. З 1982 по 1984 рік Полюхович Зіна Павлівна. З 1984 по 1987 рік у клубі працює Гребіневич Олександр Ісакович, з 1987 по 2005 рік Гребіневич Степан Володимирович.
З 2005 і поданий час зав. клубом працює Коляди Микола Володимирович. 2001 року у клубі було зроблено капітальний ремонт. Діють гуртки «Вокальний» та «Художнє читання».

## Медицина
У 1974 році було збудоване приміщення в якому перебуває фельдшерсько-акушерський пункт. До цього часу окремого приміщення не було тому фельдшерсько-акушерський пункт знаходився в різних пристосованих приміщеннях.
В медпункті працює 1,5 штатні одиниці фельдшер та санітарка. Першою санітаркою була Василевич Марія Гордіївна, певний період працювала Крижик Любов Іванівна, на даний час санітаркою працює Домантович Людмила Андріївна.
З 1971 року фельдшером працює Домантович Євгенія Миколаївна, у 2000-х роках введено додаткову одиниці на посаді працює Гребіневич Ніна Євгенівна.

## Релігія

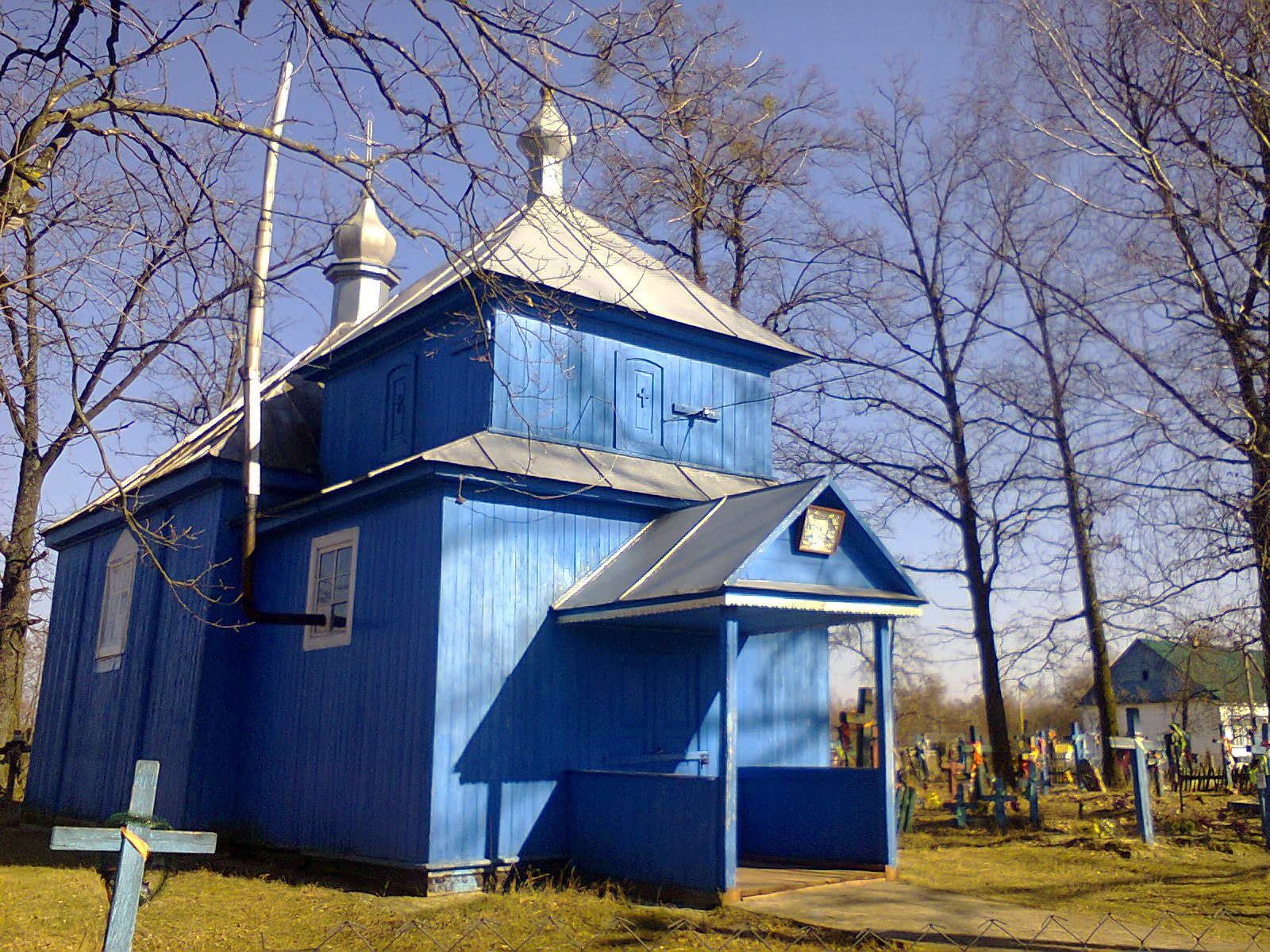
Успенська православна церква
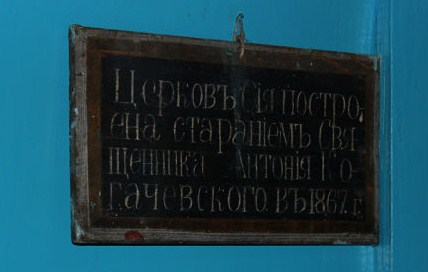
Табличка з написом у дзвіниці

## Сфера послуг
На території села діє 2 торговельні точки.
Перший магазин в селі було відкрито в 50-х роках спеціально збудованого приміщення не було торгівля проводилась у хаті. У 1983 році збудоване приміщення магазину, зав. магазином Домантович Степан Іванович, Гребіневич Денис Остапович. З 1986 року працює продавцем Петровець Любов Карпівна та Петровець Петро Федорович.
У 2014 році збудоване нове приміщення магазину «Рибалки», продавець Петровець Любов Карпівна.
У 2000-х роках в селі відкрито приватний магазин «Мрія».

## Відомі люди
Василевич Архип Титович (1903 — 11.07.1984).
Народився 1903 року в селі Переходичі.
Воював в Смоленському запасному полку 313. Дійшов до Східної Пруссії. Там 17 вересня 1944 року його було поранено. Лікувався у військових госпіталях Литви, Смоленську. Потім в Рівному, Львові, Рокитному.
Демобілізувався в березні 1945 року.
Нагороджений медалями: «60 років Збройних Сил СРСР», «20 років перемоги у Великій Вітчизняній війні 1941—1945 рр.» та іншими військовими медалями.
Помер 11.07.1984 року.
Василевич Федір Степанович (1913 — 27.09.1986).
Народився 1913 року в селі Переходичі.
В 1943 році добровільно пішов у партизанський загін ім. Давидова з'єднання Боженка. Загін базувався на Ковальських хуторах, між селами Грабунь і Березово.
Коли Радянська Армія підійшла до місця базування загону, Федір Степанович призвався в армію і потрапив в запасний полк в місто Бориспіль. Далі відбував службу в місті Біла Церква після чого потрапив на фронт. В Австрії в горах Альпи був поранений 1 травня 1945 року. Потрапив у госпіталь в Будапешті, до кінця війни лікувався в Бухаресті (Румунія).
Демобілізувався зимою 1946 року.
Нагороджений медалями: «За перемогу над Німеччиною у Великій Вітчизняній війні 1941—1945 рр.», «60 років Збройних Сил СРСР», ювілейною медаллю «20 років перемоги у Великій Вітчизняній війні 1941—1945 рр.».
Помер 27.09.1986 року.

Гребіневич Мартин Архипович (1923 — 24.01.2003.).
Народився в 1923 році в селі Переходичі.
В квітні 1944 року їх загін з'єднався з військовими частинами радянської армії на території Волинської області в місті Рожище. Там польовим військоматом Мартина Архиповича направили на 1 Білоруський фронт.
Форсував річку Віслу.
Мартин Архипович був у почесному параді при переговорах Великої Трійки в Постдамі. В 1946 році був при параді наших військ у Берліні.
Демобілізувався в квітні 1947 року.
Нагороджений: орденом Слави III ступеня, медалями: «За визволення Варшави», «За взяття Берліна», «За перемогу над Німеччиною у Великій Вітчизняній війні 1941—1945 років», «За бойові заслуги», ювілейною медаллю «20 років перемоги у Великій Вітчизняній війні 1941—1945 рр.».
Помер 24 січня 2003 року.
Гребіневич Пилип Степанович (28.11.1902 — 16.05.1985).
Народився 28.11.1902 року в селі Переходичі.
З 15 червня 1944 року відбував службу у 23-у запасному стрілецькому полку. Бойовий шлях в діючій Радянській Армії почався в місті Каунасі Литовської PCP воював у 3-му білоруському фронті, з боями дійшов до міста Кенігсберга, де його тяжко поранили. З листопада 1944 по серпень 1945 року був на лікуванні у госпіталі.
Демобілізований на підставі Указу Президії Верховної Ради СРСР.
Нагороджений медалями: «За перемогу над Німеччиною», «За бойові заслуги», «За визволення Варшави».
Помер 16.05.1985 року.
 Петровець Ілля Якович (1916—1994).
Народився 1916 року в селі Переброди Дубровицького району, проживав в селі Переходичі.
Зимою 1943 року добровільно пішов в партизанський загін з'єднання ім. Боженка.
Далі відбував службу в частинах радянської Армії, після чого потрапив на фронт. Був поранений. Після лікування Ілля Якович був демобілізований з Австрії весною 1945 року.
Нагороджений: орденом «Червоної Зірки» та медалями: «За визволення Варшави», «За взяття Берліна», ювілейною медаллю «20 років перемоги у Великій Вітчизняній війні 1941—1945 рр.».
Помер 1994 року.